# HAFLA DM34

Le HAFLA DM34 (appelé aussi Handflammpatrone) est une arme incendiaire de fabrication ouest-allemande à usage unique entrée en service en 1965. 

## Historique
La Bundeswehr en dispose de 1965 à 2001. L'armée belge, dans les années 2010, l'a en dépôt.

## Caractéristiques

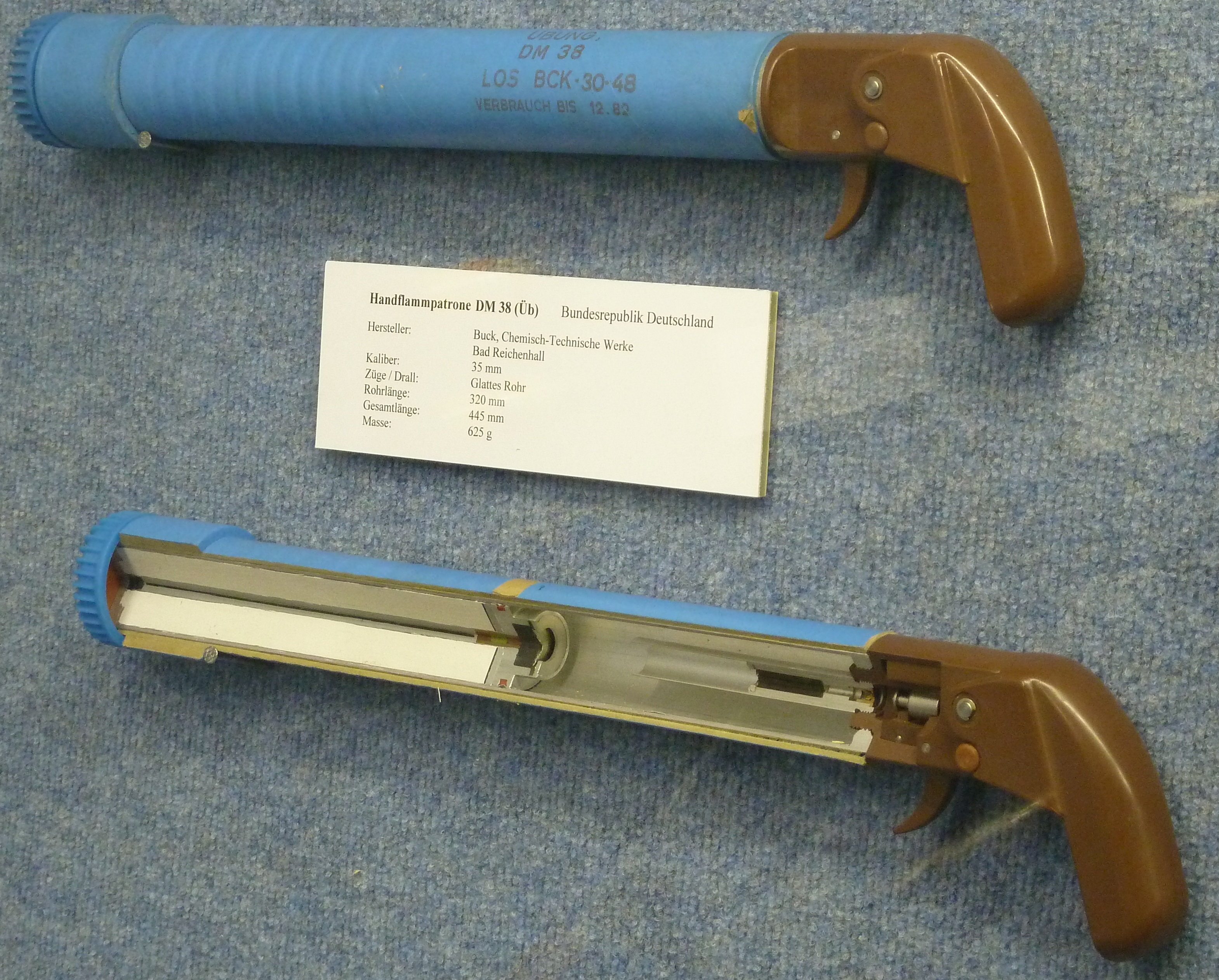
Coupe d'une version d'entrainement.

Il s'agit d'un lanceur équipé d'une grenade incendiaire au phosphore d'un calibre de 35mm. Le HAFLA a une portée d'environ 80 mètres mais doit, pour accroître son efficacité, être utilisé en tir courbe. La grenade de 240 g explose après avoir parcouru environ 70 à 80 mètres, répandant des particules de phosphore incandescent d’environ 1 300 degrés agissant deux minutes sur une zone d'environ 10 à 15 mètres de diamètre.